# Acanthodoras spinosissimus
Acanthodoras spinosissimus is een straalvinnige vissensoort uit de familie van de doornmeervallen (Doradidae). De wetenschappelijke naam van de soort is voor het eerst geldig gepubliceerd in 1888 door Carl H. Eigenmann en Rosa Smith Eigenmann.